# Empanada

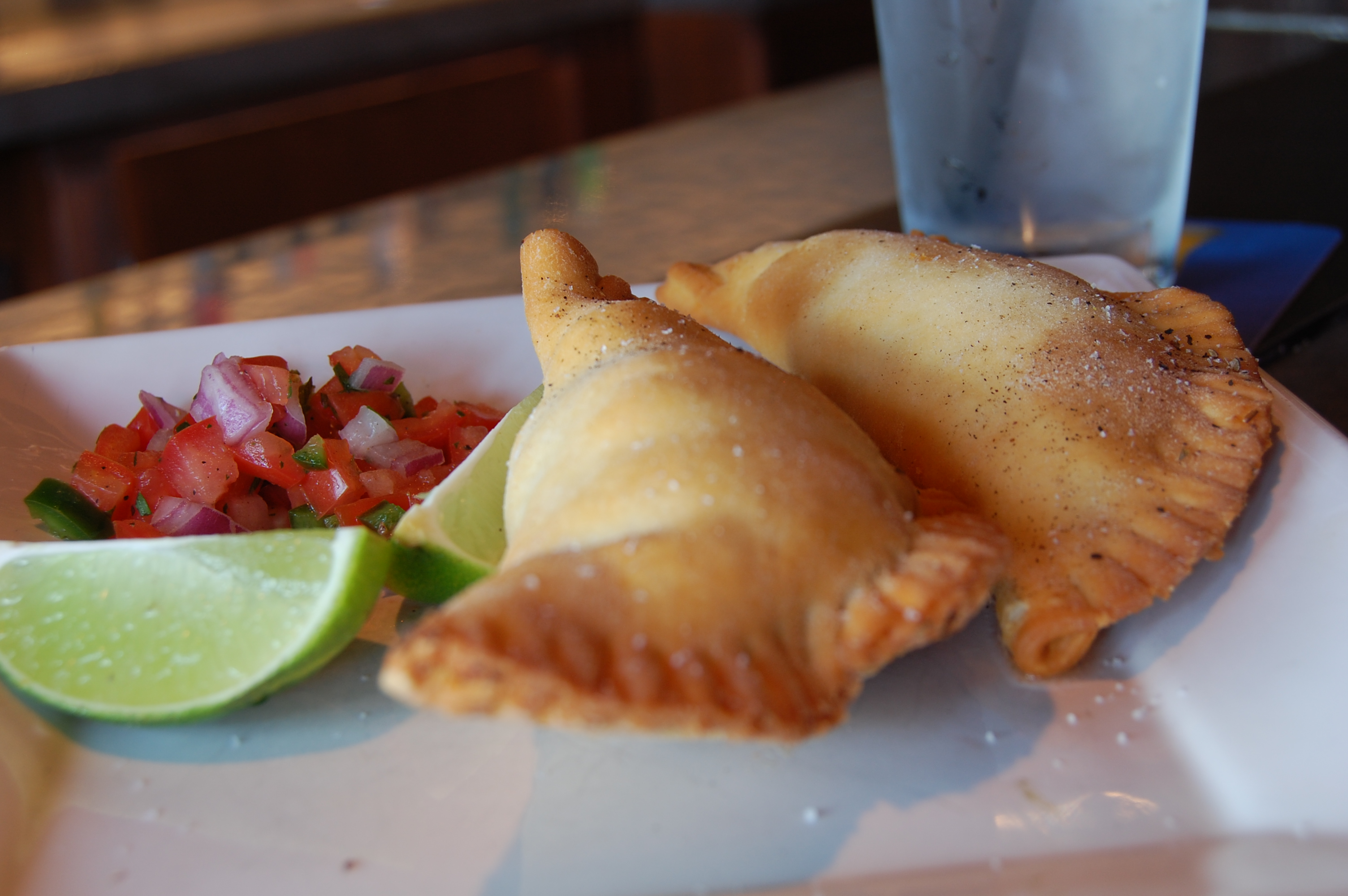
Twee empanada's

Een empanada of empanadilla is gevulde deegwaar die gebakken of gefrituurd wordt. De naam komt van het Spaanse, Portugese en Galicische werkwoord empanar, dat letterlijk inpakken of inwikkelen met brood betekent. De vulling kan van alles zijn, bijvoorbeeld gekruid gehakt. Empanadas en empanadillas worden, behalve in Spanje en Portugal, ook in Zuid-Amerika gegeten. Per land of zelfs per regio kan de naam van een vrijwel identiek product veranderen.
In Spanje wordt onderscheid gemaakt tussen empanadillas (verkleinwoord voor empanada) die doorgaans als een hapje worden bereid en geserveerd voor een persoon, en empanadas, die een stuk groter zijn, en die in stukken gesneden worden geserveerd voor meerdere personen.
De oorsprong van empanadas is te traceren via Galicië en Portugal. De eerste in middeleeuws Iberia verscheen in de tijd van de Moorse invasies. Een kookboek gepubliceerd in het Catalaans in 1520, de Libre del Coch door Ruperto de Nola, noemt empanadas gevuld met zeevruchten onder zijn recepten van Catalaanse, Italiaanse, Franse en Arabische hapjes.